# Guillaume Canet

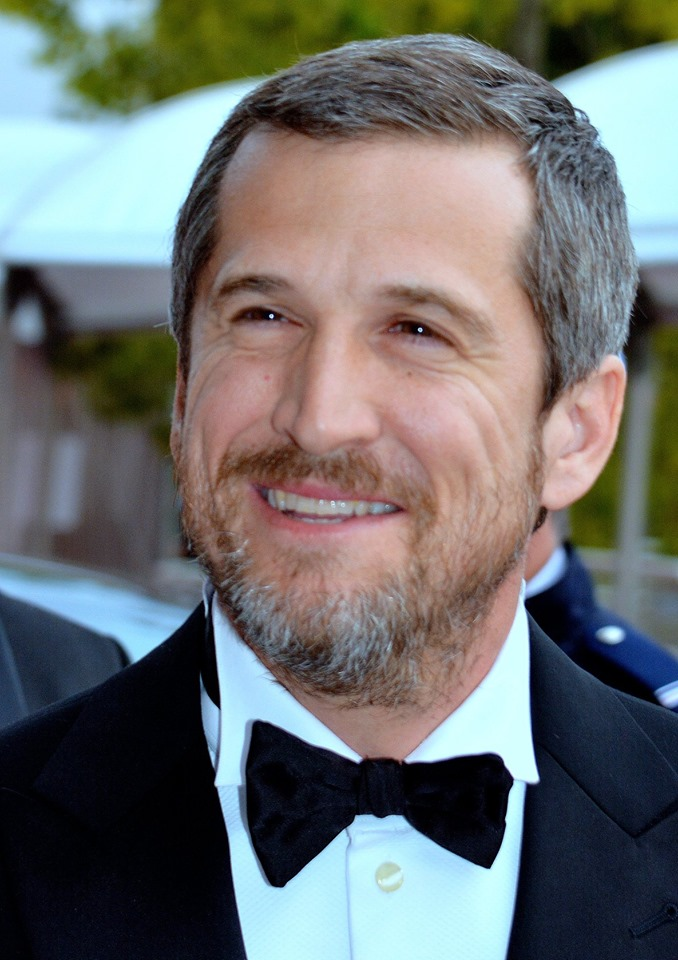
Guillaume Canet in Cannes 2019

Guillaume Canet (* 10. April 1973 in Boulogne-Billancourt) ist ein französischer Schauspieler, Regisseur und Drehbuchautor. 

## Leben
Der Sohn eines Pferdezüchters wurde von Kindheit an als Jockey ausgebildet, ehe eine Verletzung im Alter von 18 Jahren diese Karriere beendete. Daraufhin wechselte Canet ins Schauspielfach und studierte an der Pariser Schauspielschule Cours Florent, an der unter anderem so bekannte Mimen wie Isabelle Adjani, Daniel Auteuil oder Jacques Weber ihre Karriere begonnen hatten. Er debütierte am Theater und erschien 1994 in Jean-Louis Lorenzis Fernsehfilm La colline aux mille enfants, dem weitere Fernsehrollen folgten.
Sein Debüt im französischen Kino gab er 1997 in Philippe Haïms Thriller Barracuda – Vorsicht Nachbar!, in dem er sich seines aufdringlichen Nachbarn Jean Rochefort erwehren muss. Kritiker wurden erstmals 1999 durch Pierre Jolivets Kriminalfilm Verhängnisvolles Alibi auf den jungen Schauspieler aufmerksam, in dem er an der Seite von Gérard Lanvin, Carole Bouquet und Virginie Ledoyen zu sehen war. Die Neuverfilmung des Brigitte-Bardot-Klassikers Mit den Waffen einer Frau (1958) brachte ihm 1999 eine Nominierung für den César als Bester Nachwuchsdarsteller ein. Im Jahr 2000 gewann er den renommierten Jean-Gabin-Preis und wurde einem weltweiten Publikum durch sein Mitwirken in Danny Boyles Thriller The Beach bekannt, in dem er erneut neben Virginie Ledoyen und Leonardo DiCaprio agierte. Weitere Rollen folgten in Pitofs zwischen Thriller und Abenteuerfilm angesiedelten Vidocq (2001), Yann Samuells Liebeskomödie Liebe mich, wenn du dich traust (2003) oder Christian Carions Oscar-nominierten Kriegsdrama Merry Christmas, in denen Daniel Brühl, Diane Kruger, Dany Boon und Benno Fürmann seine Filmpartner waren.

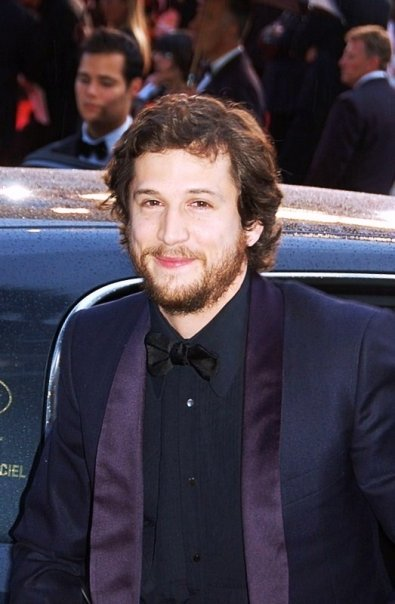
Canet im Jahr 2008

Parallel zu seiner Arbeit als Schauspieler führte Guillaume Canet bei Theaterinszenierungen Regie und begann 1996 mit dem Kurzfilm Sans regret eine Karriere als Filmregisseur. Weitere Kurzfilmarbeiten folgten, darunter Je t’aime (1998) und der Beitrag Avalance, der in dem Episodenfilm Drogenszenen (2000) Verwendung fand. Den Durchbruch als Filmregisseur brachte ihm sein erster Spielfilm Bad, Bad Things, in dem er auch vor der Kamera agierte. Die Geschichte um einen aufstrebenden Fernsehproduzenten, der unter fadenscheinigen Gründen für ein Wochenende auf den Landsitz seines Arbeitgebers eingeladen wird, brachte Canet 2003 Nominierungen für den César (Kategorie Bestes Erstlingswerk) und den Europäischen Filmpreis ein. Anknüpfen an diesen Erfolg konnte er 2006 mit seinem zweiten Spielfilm Kein Sterbenswort, in dem François Cluzet den vermeintlichen Mord an seiner Ehefrau (gespielt von Marie-Josée Croze) aufzudecken versucht. Der Thriller, dem großer Erfolg an den französischen Kinokassen beschieden war, brachte Canet 2007 als jüngstem Filmemacher in der Geschichte der Césars den Regiepreis ein. 2007 übernahm er in Claude Berris romantischer Komödie Zusammen ist man weniger allein neben Audrey Tautou den Part des Franck. 2008 belegte Canet laut Le Figaro mit einer Gage von 1,6 Mio. Euro pro Film hinter Daniel Auteuil, Mathilde Seigner, Thierry Lhermitte, Christian Clavier, Gérard Jugnot und Jean Dujardin Platz 7 der bestbezahlten Schauspieler Frankreichs.
Im Jahr 2013 drehte er seinen ersten englischsprachigen Spielfilm mit dem Remake des Thrillers Rivals, in dem er selbst die männliche Hauptrolle verkörpert hatte. Blood Ties wurde 2013 bei den Filmfestspielen von Cannes außer Konkurrenz gezeigt; das Schauspielensemble bestand aus Clive Owen, Billy Crudup, Zoë Saldaña, James Caan, Lili Taylor, Noah Emmerich, Matthias Schoenaerts und Marion Cotillard.
Canet heiratete am 1. September 2001 die deutsche Schauspielerin Diane Kruger. Das Paar, das sich Anfang 2006 trennte, ist inzwischen geschieden. Seit 2007 ist Canet mit der französischen Schauspielerin Marion Cotillard liiert, mit der er 2003 für die Komödie Liebe mich, wenn du dich traust sowie für den Abenteuerfilm Le dernier Vol vor der Kamera stand. 2010 setzte Canet sie auch in seiner Tragikomödie Kleine wahre Lügen ein. Aus der Beziehung mit Cotillard stammen ein gemeinsamer Sohn und eine gemeinsame Tochter.

## Filmografie (Auswahl)

### Als Schauspieler
- 1994: La colline aux mille enfants (TV-Film)
- 1995: Ein Herz für Angel (Ils n’ont pas 20 ans) (TV-Film)
- 1995: Le juge est une femme (TV-Reihe, eine Folge)
- 1997: Mit Herz und Degen (Pardaillan) (TV-Film)
- 1997: Barracuda – Vorsicht Nachbar! (Barracuda)
- 1998: Wer mich liebt, nimmt den Zug (Ceux qui m’aiment prendront le train)
- 1998: Verhängnisvolles Alibi (En plein cœur)
- 1999: In den Fußstapfen meines Vaters (Je règle mon pas sur le pas de mon père)
- 2000: The Beach
- 2000: Die Treue der Frauen (La fidélité)
- 2001: Love Bites (Les morsures de l’aube)
- 2001: Vidocq
- 2002: Bad, Bad Things (Mon idole)
- 2003: Liebe mich, wenn du dich traust  (Jeux d’enfants)
- 2003: Les clefs de bagnole
- 2004: Narco – Die wunderbare Welt des Gustave Klopp (Narco)
- 2005: Merry Christmas (Joyeux Noël)
- 2005: Wie in der Hölle (L’enfer)
- 2006: (Welt) All inklusive (Un ticket pour l’espace)
- 2006: Kein Sterbenswort (Ne le dis à personne)
- 2007: Zusammen ist man weniger allein (Ensemble, c’est tout)
- 2007: Darling
- 2007: Spion(e)
- 2008: Rivals (Les liens du sang)
- 2009: L’affaire Farewell
- 2009: Le dernier vol
- 2010: Last Night
- 2011: Krieg der Knöpfe (La nouvelle guerre des boutons)
- 2011: Ein besseres Leben (Une vie meilleure)
- 2012: Männer und die Frauen (Les infidèles)
- 2013: Jappeloup – Eine Legende (Jappeloup)
- 2013: Zwischen den Wellen (En solitaire)
- 2014: La prochaine fois je viserai le cœur
- 2015: The Program – Um jeden Preis (The Program)
- 2016: Das Geheimnis der Arktis (Le secret des banquises)
- 2016: Jadotville (Siege of Jadotville)
- 2016: Meine Zeit mit Cézanne (Cézanne et moi)
- 2017: Rock’n Roll
- 2018: Ein Becken voller Männer (Le grand bain)
- 2018: Zwischen den Zeilen (Doubles vies)
- 2018: L’amour est une fête
- 2018: Girls with Balls
- 2019: Die schönste Zeit unseres Lebens (La belle époque)
- 2019: Das Land meines Vaters (Au nom de la terre)
- 2023: Asterix & Obelix im Reich der Mitte (Astérix et Obélix: L'Empire du Milieu)
- 2023: Hors-saison`
- 2023: Un coup de dés n’abolira jamais le hasard
- 2024: Le Déluge. Der schwere Gang zur Guillotine

### Als Regisseur
- 1996: Sans regrets (Kurzfilm)
- 1998: Je t’aime (Kurzfilm)
- 2000: Drogenszenen (Scénarios sur la drogue, Episode: Avalanche)
- 2000: J’peux pas dormir … (Kurzfilm)
- 2002: Bad, Bad Things (Mon idole)
- 2006: Kein Sterbenswort (Ne le dis à personne)
- 2010: Kleine wahre Lügen (Les petits mouchoirs)
- 2013: Blood Ties
- 2017: Rock’n Roll
- 2019: Nous finirons ensemble
- 2023: Asterix & Obelix im Reich der Mitte (Astérix et Obélix: L'Empire du Milieu)

### Als Drehbuchautor
- 1998: Je t’aime (Kurzfilm)
- 2000: J’peux pas dormir …
- 2002: Bad, Bad Things (Mon idole)
- 2006: Kein Sterbenswort (Ne le dis à personne)
- 2010: Kleine wahre Lügen (Les petits mouchoirs)
- 2013: Jappeloup – Eine Legende (Jappeloup)
- 2013: Blood Ties
- 2017: Rock’n Roll
- 2019: Nous finirons ensemble
- 2023: Asterix & Obelix im Reich der Mitte (Astérix et Obélix: L'Empire du Milieu)

## Auszeichnungen (Auswahl)
César

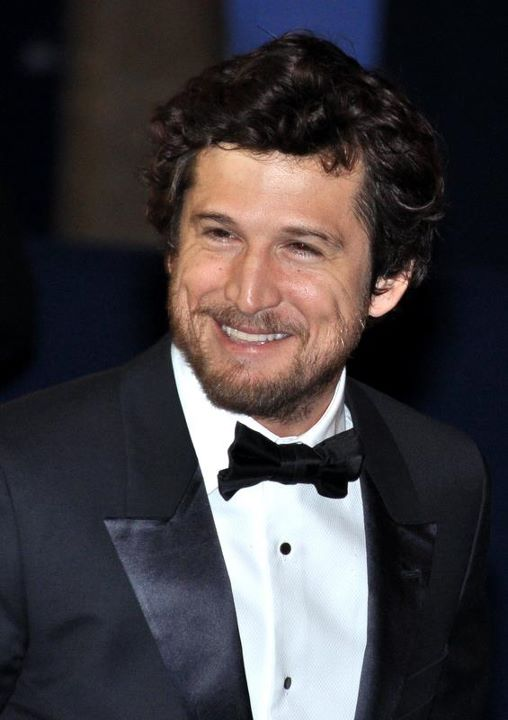
Canet bei der César-Verleihung 2012

- 1999: Nominierung in der Kategorie Bester Nachwuchsdarsteller für Verhängnisvolles Alibi
- 2003: Nominierung in der Kategorie Bestes Erstlingswerk für Bad Bad Things
- 2007: Beste Regie für Kein Sterbenswort
- 2007: Nominierungen in den Kategorien Bester Film und Bestes adaptiertes Drehbuch für Kein Sterbenswort
- 2015: Nominierung in der Kategorie Bester Hauptdarsteller für La prochaine fois je viserai le cœur
- 2018: Nominierung in der Kategorie Bester Hauptdarsteller für Rock’n Roll
- 2020: Nominierung für den Publikumspreis für Nous finirons ensemble

Étoile d’Or
- 2007: Nominierungen in den Kategorien Beste Regie und Bestes Drehbuch für Kein Sterbenswort

Europäischer Filmpreis
- 2003: Nominierung in der Kategorie „Europäische Neuentdeckung des Jahres“ für Bad Bad Things
- 2011: Nominierung für den Publikumspreis – Bester Film für Kleine wahre Lügen

Globe de cristal
- 2007: Bester Film für Kein Sterbenswort
- 2015: Nominierung in der Kategorie Bester Darsteller für La prochaine fois je viserai le cœur

Prix Lumières
- 2007: Bester Film und Publikumspreis für Kein Sterbenswort
- 2007: Nominierungen in den Kategorien Beste Regie und Bestes Drehbuch für Kein Sterbenswort

Weitere
- 1999: Bester Nachwuchsdarsteller auf dem Festival du film de Cabourg für In den Fußstapfen meines Vaters
- 2000: Jean-Gabin-Preis
- 2007: Bester Darsteller auf dem Festival du film de Cabourg für Zusammen ist man weniger allein
- 2017: Nominierung für den Publikumspreis auf dem Filmfest Hamburg für Rock’n Roll
- 2024: Excellence Award Davide Campari, Locarno Film Festival